# تسنيم زهرا حسين
تسنيم زهرا حسين عالمة فيزياء نظرية باكستاني. تحمل الدكتوراه في الفيزياء.